# リチャード・ハート
リチャード・ハート（Richard Hart、1951年 - ）は、アメリカ合衆国出身のダンサー（舞踏家、舞踊家）である。1998年紅蓮劇場（Guren Dance Theater）を設立し、長野を中心に活動している。

## 略歴
- 1981年来日。
- 1986年から1988年まで、東京大学人文社会系研究科にて日本文化研究専攻、研究生として学ぶ。
- 1986年より岩名雅紀のワークショップに参加。
- 1988年〜1991年友惠しづねと白桃房のワークショップに参加。
- 1998年長野市にて紅蓮劇場を設立。

同年、長野市の長谷寺で行われた大野一雄の「大野一雄・長谷寺に舞う」を見に行き、舞台美術を担当し、前座で花を活けていた柿崎順一と出会う。以降、柿崎との公演を多数発表。
- 1999年4月紅蓮劇場初公演。
- 2000年初の海外公演。紅蓮劇場全作品を原作・演出、振り付け。
- 2001年よりソロ公演開始。
- 2003年5月ヨーロッパ公演。